# Liste des anciennes communes de la Haute-Vienne

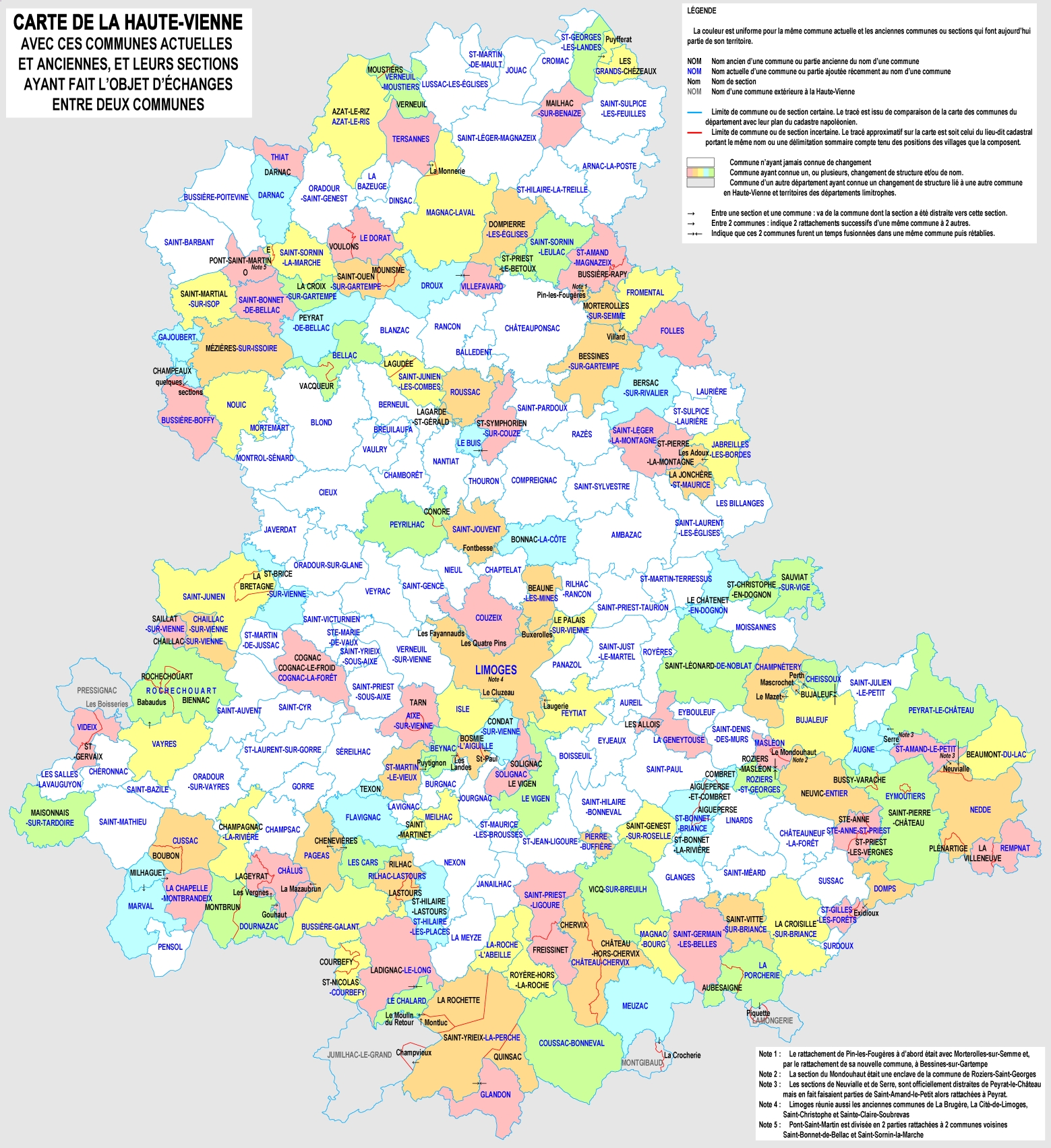
Cartes de l'évolution des communes et de certaines sections de la Haute-Vienne

Cette page a pour objectif de retracer toutes les modifications communales dans le département de la Haute-Vienne : les anciennes communes qui ont existé depuis la Révolution française, ainsi que les créations, les modifications officielles de nom.
La liste des simples modifications du territoire d'une commune (passage d'un hameau d'une commune à une autre, par exemple) est données, en complément et dans la limite des données des sources, à la fin de cette page.
En 1800, le territoire du département de la Haute-Vienne comptait 228 communes. Très tôt, une vague importante de fusions en réduit le nombre : en 1830, elles ne sont plus que 198, un nombre proche du nombre actuel qui recense 195 communes (au 1er janvier 2025). Au cours de ces 200 années, quelques créations verront le jour jusqu'au début du XX e siècle, suivies de quelques regroupements plus récemment.

## Fusions de communes

### 2019
- Saint-Pardoux-le-Lac est une commune nouvelle créée par arrêté préfectoral du 26 novembre 2018 qui regroupe les communes de Roussac, Saint-Symphorien-sur-Couze et Saint-Pardoux, qui deviennent communes déléguées. Cette création prend effet le 1er janvier 2019[Off. 1].
- Val-d'Oire-et-Gartempe est une commune nouvelle créée par arrêté préfectoral du 3 juin 2018, rectifié le 19 octobre 2018 qui regroupe les communes de Bussière-Poitevine, Saint-Barbant, Darnac et Thiat, qui deviennent communes déléguées. Cette création prend effet le 1er janvier 2019[Off. 2].

### 2016
- Val d'Issoire est une commune nouvelle créée par arrêté préfectoral du 29 septembre 2015 qui regroupe les communes de Bussière-Boffy et Mézières-sur-Issoire, qui deviennent communes déléguées. Cette création prend effet le 1er janvier 2016[Off. 3].

### 1982
- Morterolles-sur-Semme, voit sa fusion association avec Bessines-sur-Gartempe devenir une fusion simple par arrêté préfectoral du 15 juin 1982[C.O.G. 1].

### 1974
- Saint-Nicolas-Courbefy est rattachée à Bussière-Galant, par l'arrêté préfectoral du 15 novembre 1973, qui prend effet le 1er janvier 1974. C'est une fusion association[Off. 4].

### 1973
- Milhaguet est rattaché à Marval par l'arrêté préfectoral du 27 juillet 1973, qui entre en vigueur le 1er octobre 1973. C'est une fusion association[Off. 5].
- Morterolles-sur-Semme est rattachée à Bessines-sur-Gartempe, par l'arrêté préfectoral du 23 novembre 1972, qui prend effet le 1er janvier 1973. C'est une fusion association qui deviendra une fusion simple en 1982[Off. 6].
- Saint-Priest-le-Betoux est rattachée à Saint-Sornin-Leulac par l'arrêté préfectoral du 31 décembre 1972. C'est une fusion association[Off. 7].

### 1962
- Beaune-les-Mines est rattachée à Limoges par le décret du 3 novembre 1962[Off. 8].

### 1836
- Plénartige est rattachée à Nedde par l'ordonnance du 15 mai 1836[Off. 9].
- Saint-Priest-les-Vergnes est rattachée à Sainte-Anne par l'ordonnance du 15 mai 1836, donnant naissance à Sainte-Anne-Saint-Priest[Off. 9].

### 1829
- Boubon est rattachée à Cussac par l'ordonnance du 19 août 1829 qui confirme son rattachement provisoire de 1803[Note 2],[Cass. 1].
- Bussière-Rapy est rattachée à Saint-Amand-Magnazeix par ordonnance du 4 novembre 1829[Note 2],[Cass. 2].
- Bussy-Varache est rattachée à Eymoutiers par l'ordonnance du 20 mai 1829[Note 2],[Cass. 3].
- Champeaux est rattachée à Gajoubert par l'ordonnance du 4 novembre 1829[Note 2],[Cass. 4].
- La Villeneuve est rattachée à Rempnat par l'ordonnance du 16 septembre 1829[Note 2],[Cass. 5].
- Lagarde-Saint-Gérald est rattachée à Roussac par l'ordonnance du 22 novembre 1829[Note 2],[Cass. 6].
- Les Allois sont rattachées à La Geneytouse par l'ordonnance du 30 septembre 1829[Note 2],[Cass. 7].
- Mounisme est rattachée à Saint-Ouen-sur-Gartempe par l'ordonnance du 16 septembre 1829[Note 2],[Cass. 8]
- Pont-Saint-Martin est rattachée à Saint-Bonnet-de-Bellac, pour sa partie à l'ouest de la Gartempe, et à Saint-Sornin-la-Marche, pour l'autre partie de son territoire, par l'ordonnance du 4 novembre 1829[Note 2],[Cass. 9].
- Royère-hors-la-Roche est rattachée à La Roche-l'Abeille par l'ordonnance du 4 novembre 1829[Note 2],[Cass. 10].
- Saint-Amand-le-Petit est rattachée à Peyrat-le-Château par l'ordonnance du 4 novembre 1829. Elle sera rétablie en 1874[Note 2].
- Saint-Martinet est rattachée à Meilhac par l'ordonnance du 11 novembre 1829[Note 2],[Cass. 11].
- Saint-Pierre-Château est rattachée à Eymoutiers par l'ordonnance du 20 mai 1829[Note 2],[Cass. 12].
- Saint-Pierre-la-Montagne est rattachée à Saint-Léger-la-Montagne par l'ordonnance du 19 août 1829[Note 2],[Cass. 13].
- Texon est rattachée à Flavignac par l'ordonnance du 22 novembre 1829[Note 2],[Cass. 14].
- Vacqueur est rattachée à Bellac par l'ordonnance royale du 4 novembre 1829, qui confirme la décision du Directoire du district de 1794[Note 2],[Cass. 15].
- Videix est rattachée à Saint-Gervais et, la petite section des Boisseries, à  Pressignac (Charente) par l'ordonnance du 20 mai 1829 [Cass. 16].

### 1824
- Saint-Christophe-en-Dognon est rattachée à Sauviat-sur-Vige par l'ordonnance du 15 décembre 1824[Note 2],[Cass. 17].
- Voulons est rattachée au Dorat par l'ordonnance du 7 janvier 1824[Note 2],[Cass. 18].

### 1818
- Solignac, avec des limites voisines celle de la ville actuelle, est rattachée au Vigen par l'ordonnance du 25 février 1818. Elle sera rétablie, dans de nouvelles limites, en 1890[Note 2].

### 1816
- Villefavard est rattachée à Droux. Elle sera rétablie en 1827.

### 1806
- Aigueperse-et-Combret est rattachée à Saint-Bonnet-Briance par le décret du 4 juillet 1806[Note 2],[Cass. 19].

### 1805
- Biennat est rattachée, définitivement, à Rochechouart par décret du 5 floréal an XIII, le 25 avril 1805[Note 2],[Cass. 20]. Le même décret rattache à cette même commune près d'un quart de la commune de Vayres.

### 1803
- Boubon est rattachée à Cussac par l'arrêté daté du 25 fructidor an XI, 12 septembre 1803, rattachement confirmé en 1829[Cass. 1].
- Le Buis et Saint-Symphorien-sur-Couze sont provisoirement fusionnées par l'arrêté préfectoral daté du 27 fructidor an XI, le 14 septembre 1803. Elles seront rétablies en 1832[Note 2].
- Milhaguet est rattachée à La Chapelle-Montbrandeix par l'arrêté préfectoral daté du 25 fructidor an XI, le 12 septembre 1803[Note 2]. Elle sera rétablie en 1845 et rattachée à Marval en 1973.

### 1800
- Biennat est rattachée provisoirement à Rochechouart par arrêté préfectoral du 26 frimaire an IX, le 17 décembre 1800, puis définitivement en 1805[Note 2].
- Château-hors-Chervix est rattachée à Chervix donnant naissance à Château-Chervix en 1800[Note 2],[Cass. 21].
- Chenevières est rattachée aux Cars et en sera distraite pour intégrer celle de Pageas en 1855[Note 2],[Cass. 22].
- Courbefy est rattachée à Saint-Nicolas[Note 2],[Cass. 23], qui devient Saint-Nicolas-Courbefy, en 1919, et sera rattachée à Bussière-Galant en 1973.
- Masléon est rattachée à Roziers-Saint-Georges, donnant naissance à Roziers-Masléon. Elles seront rétablies en 1831.

### 1795
- Glandon est rattachée à Saint-Yrieix-la-Perche par l'arrêté daté du 20 ventôse an III, le 9 janvier 1795. Elle sera rétablie en 1902[Note 2],[Cass. 24].

### 1794
- Vacqueur est rattachée à Bellac, par une décision provisoire du Directoire du district daté du 9 pluviôse an II, le 28 janvier 1794. Ce rattachement confirmé en 1829[Note 2],[Cass. 15].

### 1793 ou 1794
- Peyrat est rattachée à Bellac en l'an II (1793 ou 1794). Elle sera rétablie en 1800[Note 2].
- Folventour est rattachée à Dompierre[Note 2],[Cass. 25].

### 1791-1792
- Le Chalard est rattachée à Ladignac par la décision du directoire départemental du 11 septembre 1792. Elle sera rétablie en 1867[Note 2],[Cass. 26].
- La Brugère est rattachée à Limoges le 11 septembre 1792[Note 2],[Cass. 27].
- La Cité-de-Limoges est rattachée à Limoges le 7 novembre 1791[Note 2],[Cass. 28].
- Saint-Christophe est rattachée à Limoges le 9 octobre 1792[Note 2],[Cass. 29].
- Sainte-Claire-Soubrevas est rattachée à Limoges le 7 novembre 1791[Note 2],[Cass. 30].
- Uzurat est rattachée à Couzeix, pour sa partie en rive droite de l'Aurence, et à Limoges, pour l'autre partie de son territoire, le 11 septembre 1792[Note 2],[Cass. 31].

### 1790
- Beaulieu est rattachée à Peyrat-le-Château en 1790[Note 2],[Cass. 32].
- Cheissoux est rattachée à la commune de Champnétery en 1790[Cass. 33]. Elle en sera distraite en 1826 pour intégrer celle de Bujaleuf dont elle sera détachée pour devenir une commune en 1905[Note 2].
- Lageyrat est rattachée à Châlus en 1790[Cass. 34].
- Lastours est rattachée à Rilhac en 1790, donnant naissance à Rilhac-Lastours.
- Montbrun est rattachée à Dournazac en 1790[Cass. 35].

### Dates incertaines
- Aubesaigne est rattachée à La Porcherie entre 1795 et 1801[Note 2],[Cass. 36].
- Combret est rattachée à Aigueperse entre 1790-1794, qui devient Aigueperse-et-Combret[Note 2],[Cass. 37].
- Conore est rattachée à Peyrilhac entre 1801-1806[Note 2],[Cass. 38].
- Freissinet est rattachée à Saint-Priest-Ligoure entre 1795-1800[Note 2],[Cass. 39].
- La Bretagne est rattachée à Saint-Junien entre 1790-1794[Note 2],[Cass. 40].
- La Rochette est rattachée à Saint-Yrieix-la-Perche entre 1790-1794[Cass. 41].
- Laguzet est rattachée à Saint-Junien-les-Combes avant 1801[Note 2],[Cass. 42].
- Moustiers est rattachée à Verneuil entre 1795-1800, donnant naissance à Verneuil-Moustiers[Note 2],[Cass. 43].
- Quinsac est rattachée à Saint-Yrieix-la-Perche avant 1806[Note 2],[Cass. 44].
- Tarn est rattachée à Aixe-sur-Vienne entre 1790-1794[Note 2],[Cass. 45].
- Villevaleix est rattachée à Sainte-Anne après 1800[Note 2],[Cass. 46]

## Créations ou rétablissements de communes

### 1928
- Création de Saillat par démembrement de Chaillac-sur-Vienne le 2 janvier 1928[Off. 10]. Elle deviendra Saillat-sur-Vienne en 1953.

### 1905
- Rétablissement de Cheissoux à partir de Bujaleuf par la loi du 14 février 1905[Off. 11].

### 1902
- Rétablissement de Glandon à partir de Saint-Yrieix-la-Perche, dont elle faisait partie depuis 1795, par la loi du 15 mars 1902[Off. 12].

### 1890
- Rétablissement de Solignac à partir du Vigen, dans des limites différentes de celle d'avant sa fusion en 1818, par la loi du 29 juillet 1890[Off. 13].

### 1874
- Rétablissement de Saint-Amand-le-Petit à partir de Peyrat-le-Château, dont elle fait partie depuis 1829, par le décret du 7 août 1874[Off. 14].

### 1867
- Rétablissement du Chalard à partir de Ladignac par la loi du 19 juin 1867[Off. 15].

### 1861
- Création de Thiat par démembrement de la commune de Darnac par le décret du 28 août 1861[Off. 16].

### 1845
- Rétablissement de Milhaguet à partir de La Chapelle-Montbrandeix par l'ordonnance du 9 juillet 1845[Note 2]. Elle sera rattachée à Marval en 1973.

### 1832
- Rétablissement des communes du Buis et de Saint-Symphorien-sur-Couze fusionnées provisoirement en 1803[Note 2].

### 1831
- Rétablissement de Masléon et Roziers-Saint-Georges du démembrement de Roziers-Masléon créent en 1800.

### 1827
- Rétablissement de Villefavard à partir de Droux, réunie à celle-ci en 1816, par l'arrêté préfectoral du 17 avril 1827.

### 1800
- Rétablissement de Peyrat à partir de Bellac[Note 2]

### 1792
- Création de Bosmie-l'Aiguille par démembrement de la partie au sud de la Vienne d'Isle, augmentée des sections des Landes (prise à la commune de Beynac) et de Saint-Paul (prise à la commune de Condat-sur-Vienne).

## Modifications des noms officiels des communes

### 1995
- Azat-le-Riz devient Azat-le-Ris le 6 novembre 1995[Off. 17].

### 1979
- Cognac-le-Froid devient Cognac-la-Forêt par le décret du 22 novembre 1979[Off. 18].

### 1967
- Bosmie devient Bosmie-l'Aiguille par le décret du 14 mars 1967[Off. 19].

### 1962
- Beaumont devient Beaumont-du-Lac par le décret du 3 avril 1962, à la suite de la construction du Lac de Vassivière dont la commune est riveraine[Off. 20].

### 1953
- Saillat devient Saillat-sur-Vienne par le décret du 3 août 1953[Off. 21].

### 1936
- Jabreilles devient Jabreilles-les-Bordes par le décret du 18 mars 1936[Off. 22].

### 1933
Toutes ces communes ont changé de nom par le même décret du 9 juin 1933.
- Beaune devient Beaune-les-Mines. Elle sera finalement rattachée à Limoges en 1962.
- Bersac devient Bersac-sur-Rivalier.
- Maisonnais devient Maisonnais-sur-Tardoire.
- Saint-Martial devient Saint-Martial-sur-Isop
- Vicq devient Vicq-sur-Breuilh

### 1919
Toutes ces communes ont changé de noms par le même décret du 16 août 1919.
- Bessines devient Bessines-sur-Gartempe
- Bonnac devient Bonnac-la-Côte
- Chaillac devient Chaillac-sur-Vienne
- Champagnac devient Champagnac-la-Rivière
- Cognac devient Cognac-le-Froid, qui deviendra Cognac-la-Forêt en 1979.
- Condat devient Condat-sur-Vienne
- Dompierre devient Dompierre-les-Églises
- La Croisille devient La Croisille-sur-Briance
- La Croix devient La Croix-sur-Gartempe
- La Jonchère devient La Jonchère-Saint-Maurice
- Ladignac devient Ladignac-le-Long
- Le Palais devient Le Palais-sur-Vienne
- Mailhac devient Mailhac-sur-Benaize
- Morterolles devient Morterolles-sur-Semme, qui sera rattachée à Bessines-sur-Gartempe en 1973.
- Neuvic devient Neuvic-Entier
- Saint-Brice devient Saint-Brice-sur-Vienne

- Saint-Genest devient Saint-Genest-sur-Roselle
- Saint-Just devient Saint-Just-le-Martel
- Saint-Léonard devient Saint-Léonard-de-Noblat
- Saint-Nicolas devient Saint-Nicolas-Courbefy, qui sera rattachée à Bussière-Galant en 1973.
- Saint-Ouen devient Saint-Ouen-sur-Gartempe
- Saint-Symphorien devient Saint-Symphorien-sur-Couze
- Saint-Vitte devient Saint-Vitte-sur-Briance
- Saint-Yrieix devient Saint-Yrieix-la-Perche
- Sauviat devient Sauviat-sur-Vige

### 1905
- Saint-Hilaire-Lastours devient Saint-Hilaire-les-Places par le décret du 27 mars 1905[Off. 25].

### 1901
- Saint-Bonnet-la-Rivière devient Saint-Bonnet-Briance par l'arrêté préfectoral du 6 novembre 1901[Off. 26].

### 1896
- Le Châtenet devient Le Châtenet-en-Dognon par le décret du 15 janvier 1896[Off. 27].
- Les Chézeaux devient Les Grands-Chézeaux par le décret du 17 janvier 1896[Off. 28].

### 1888
- Mézières devient Mézières-sur-Issoire par le décret du 27 août 1888[Off. 29].

### Date inconnue
- Peyrat devient Peyrat-de-Bellac à une date inconnue.

## Communes associées
Liste des communes ayant, ou ayant eu (en italique), à la suite d'une fusion, le statut de commune associée.
| Nom de la commune      | Code INSEE | Fusion-association                     | Fusion-association | Fusion-association    | Transformation de l'association en fusion simple | Transformation de l'association en fusion simple |
| Nom de la commune      | Code INSEE | date de la décision                    | date d'effet       | commune absorbante    | date de la décision                              | date d'effet                                     |
| ---------------------- | ---------- | -------------------------------------- | ------------------ | --------------------- | ------------------------------------------------ | ------------------------------------------------ |
| Morterolles-sur-Semme  | 87102      | Arrêté préfectoral du 23 novembre 1972 | 1er janvier 1973   | Bessines-sur-Gartempe | Arrêté préfectoral du 15 juin 1982               | 1er juillet 1982                                 |
| Saint-Nicolas-Courbefy | 87171      | Arrêté préfectoral du 15 novembre 1973 | 1er janvier 1974   | Bussière-Galant       |                                                  |                                                  |
| Milhaguet              | 87098      | Arrêté préfectoral du 27 juillet 1973  | 1er octobre 1973   | Marval                |                                                  |                                                  |
| Saint-Priest-le-Betoux | 87175      | Arrêté préfectoral du 31 décembre 1972 | 1er janvier 1973   | Saint-Sornin-Leulac   |                                                  |                                                  |

## Rattachements des sections de communes
Cette section contient une liste des divers rattachements de sections de 2 communes voisines dont des traces existent dans les sources.

### 2005
- La section de Laugerie est distraite de Feytiat et est rattachée à Limoges (58 ha., 26 habitants) le 1er août 2005. Ce rattachement se fait pour que le golf de Limoges se trouve entièrement dans Limoges[Note 2].

### 1985
- La commune de Bussière-Boffy cède une portion de territoire (6 habitants) à celle de Gajoubert par l'arrêté préfectoral du 1er octobre 1985.

### 1976
- Des portions de territoire sont échangées entre les communes d'Aixe-sur-Vienne et d'Isle par le décret du 15 décembre 1976[Off. 30].

### 1974
- La commune de Magnac-Laval cède une portion de territoire à celle de Dinsac par le décret du 11 mars 1974[Off. 31].

### 1970
- La section de Fombesse (comptant 12 habitants et d'une superficie de 28 hectares, 30 ares et 50 centiares) est distraite de la commune de Bonnac-la-Côte et rattachée à celle de Saint-Jouvent par le décret du 24 mars 1970[Off. 32].

### 1966
- Les hameaux de Chanteloube, la Grande Vergne, la Petite Vergne, le Bos, Fantaisie, la Gratte, Gouhaut, la Gareille, le Lac et le Petit Lac sont distraits de Dournazac et rattachées à Châlus par le décret du 22 juin 1966, entraînant un changement de commune pour 83 habitants[Off. 33].

### 1964
- Des portions de territoire sont échangées entre les communes du Dorat et de Dinsac par l'arrêté préfectoral du 10 septembre 1964[Off. 34].

### 1959
- Les lieuxdits de la Borie, Lâge, Landrevie, Bouchetort, le Mazaubrun, Chareille et la Petite Jaligne sont distraits de la commune de Pageas et rattachés à celle de Châlus par l'arrêté préfectoral du 7 octobre 1959[Off. 35]. 92 habitants changent ainsi de commune sur un territoire d'une superficie de 250 hectares 15 ares et 76 centiares.

### 1958
- La section de Buxerolles est distraite de Couzeix et est rattachée à Limoges par l'arrêté préfectoral du 20 novembre 1958 et 2 parcelles, de même superficie (13 hectares 8 ares et 43 centiares), autour des Quatre-Pins, sont distraites de cette dernière et rattachées à celle de Couzeix[Off. 36].

### 1953
- La section de Villard est distraite de Fromental et est rattachée à Bessines-sur-Gartempe par l'arrêté préfectoral du 21 mai 1953[Off. 37].

### 1938
- La section du Moulin-du-Retour est distraite de Saint-Yrieix-la-Perche et est rattachée au Chalard par une décision du Conseil général du 4 novembre 1938.

### 1875
- La section des Adoux est distraite de Jabreilles pour être rattachée à celle de La Jonchère par le décret du 20 novembre 1875[Off. 38].

### 1874
- La section de Puytignon est distraite de Saint-Martin-le-Vieux et est rattachée à celle de Beynac par le décret du 4 mars 1874[Off. 39].

### 1867
- Les sections de Serre et de la Védrenne sont distraites de Peyrat-le-Château et rattachées à Augne par la loi du 26 juin 1867[Off. 40]. En fait ces sections faisaient partie de la commune de Saint-Amand-le-Petit qui était alors, provisoirement, rattachée à Peyrat-le-Château (de 1829 à 1874).

### 1855
- L'ancienne commune de Chenevières, section de celle des Cars depuis 1800, est rattachée à celle de Pageas par la loi du 19 février 1855[Off. 41].

### 1847
- Les villages de Puy-Chaffrat, Puy-Laurent, la Clidière et les Landes sont distraits de la commune de Saint-Georges-les-Landes et rattachés à celle des Grands-Chézeaux par la loi du 30 juillet 1847[Off. 42].

### 1836
- La section de Pin-les-Fougères est distraite de Saint-Amand-Magnazeix et rattachée à Morterolles par l'ordonnance du 18 mars 1836[Off. 43].

### 1835
- Le domaine de La Monnerie est distrait de la commune de Tersannes et est rattaché à Magnac-Laval par l'ordonnance du 26 avril 1835.

### 1833
- Les villages d'Épied et Mondouhaut sont distraits de la commune de Roziers, dont ils constituent une enclave entre Neuvic-Entier, Bujaleuf et Masléon, et sont rattachés à cette dernière par l'ordonnance du 5 mars 1833.
- La section de Neuvialle est distraite de Peyrat-le-Château et est rattachée à Nedde par l'ordonnance du 5 mars 1833. En fait cette section faisait partie de la commune de Saint-Amand-le-Petit qui était alors, provisoirement, rattachée à Peyrat-le-Château (de 1829 à 1874).
- La forge Champvert enclavée dans la commune de La Croisille est détachée de Saint-Vitte pour être rattachée à La Croisille. En échange, la commune de Saint-Vitte récupère des territoires détachés de La Croisille, par la loi du 29 avril 1833[Off. 44]. La nouvelle limite suit le cours de la rivière Briance.
- Des portions de territoire sont échangées entre les communes de Vidaix et de Pressignac (département de la Charente) par la loi du 27 juin 1833[Off. 45].

### 1832
- La section d'Exidioux est distraite de Domps et est rattachée à Saint-Gilles-les-Forêts suivant un projet de cette année peut-être par l'ordonnance du 5 mars 1833[Note 3]. La rivière Combade devenant ainsi la limite entre les 2 communes.

### 1831
- Des portions de territoire sont échangées entre les communes d'Arnac-la-Poste et La Souterraine (département de la Creuse) par la loi du 30 mars 1831[Off. 46].
- La commune de Nouic cède des portions de territoire aux communes de Bussière-Boffy et de Saint-Christophe (département de la Charente) par la loi du 19 décembre 1831[Off. 47].

### 1829
- Le domaine de La Crocherie est distrait de Meuzac et est rattaché à Montgibaud (Corrèze) par l'ordonnance du 29 septembre 1829.
- Les villages de Champvieux et de Theil de Virat sont distraits de Saint-Yrieix et rattachés à Jumilhac-le-Grand (département de la Dordogne), alors que les villages de Laurière, le Breuil, Chambareille, Puyredon, Montluc, la Salesse et la Brunerie sont distraits de Jumilhac-le-Grand et rattachés à Saint-Yrieix, tout cela par la loi du 26 mars 1829[Off. 48].
- Une portion enclavée de Lacelle (département de la Corrèze) est rattachée à La Villeneuve (ancienne commune aujourd'hui rattachée à Rempnat) par l'ordonnance du 26 mars 1829[Off. 49].

### 1827
- Quelques portions de Champeaux sont rattachées à Bussière-Boffy par l'ordonnance du 21 septembre 1827

### 1826
- L'ancienne commune de Cheissoux, section de Champnétery depuis 1790, est distraite de celle-ci et est rattachée à celle de Bujaleuf par l'ordonnance du 6 janvier 1826. Elle sera rétablie en 1905. En 1826, Champnétery obtient en compensation de la perte de Cheissoux, que les 3 sections de Prat, Mascrochet et Le Mazet soient distraites de Bujaleuf et lui soient rattachées.

### 1814
- Le domaine de Piquette est distrait de La Porcherie et est rattaché à La Mongerie (Corrèze) par le décret du 31 janvier 1814.

### 1805
- La section de Babaudus est distraite de Vayres (environ le quart de celle-ci), et est rattachée à Rochechouart par le décret du 5 floréal an XIII, le 5 avril 1805, décret qui confirme aussi la fusion de la commune de Biennat à cette même commune.

### Date incertaine
- La section des Fayannauds est distraite de Couzeix et est rattachée à Limoges vers 1972. Ce rattachement se fait dans l'optique de la construction de l'aéroport de Limoges-Bellegarde qui se trouve, grâce à ce rattachement, entièrement dans la commune de Limoges.
- La section du Cluzeau est distraite d'Isle et est rattachée à Limoges vers 1975. Ce rattachement se fait dans l'optique de la construction du Centre hospitalier régional universitaire de Limoges qui se trouve, grâce à ce rattachement, entièrement dans la commune de Limoges.

## Sources
- Les pages Wikipédia des communes.
- Les cartes de Cassini, base de données sur l'histoire des communes françaises
- CommunesGenWeb, l'histoire des communes au service de la généalogie
- Pour les rattachements de sections communales :

- - Répertoire numérique détaillé de la série O - Administration et comptabilité communales du département de la Haute-Vienne de 1800 à 1940, dont une version simplifiée est disponible sur le site des Archives départementales de la Haute-Vienne.
  - Les plans du cadastre napoléonien des communes.
  - L'historique des communes, depuis 1930, sur le site de L'INSEE.